# 김건우 (쇼트트랙 선수)
김건우(1998년 3월 20일~)는 대한민국의 쇼트트랙 선수이다. 개명 전 이름은 김한울이다.

## 학력
- 서현중학교
- 서현고등학교
- 한국체육대학교

## 사건 사고
- 2015년 시즌 개막을 앞두고 대표팀 훈련을 진행하던 도중 고등학교 선배 선수인 신다운에게 폭행을 당했다.[1]
- 2015년 쇼트트랙 월드컵 2차 대회가 끝나고 17살 미성년자 신분으로 음주를 한 후 여자 선수들 숙소에 무단으로 들어간 사실이 밝혀졌다.[2]
- 2016년 불법도박을 한 사실이 밝혀졌다.[3]
- 2019년 김예진의 도움을 받아 여자 선수 숙소에 무단으로 들어간 사실이 밝혀져 국가대표 자격을 박탈당했다.[4]